# Bettongia
Bettongia es un género de marsupiales diprotodontos de la familia Potoroidae. Son llamados comúnmente como bettongs o canguros rata.

## Especies
Existen cuatro especies vivas reconocidas:
- Bettongia gaimardi (Bettong del este)
- Bettongia lesueur (en inglés, Boodie)
- Bettongia penicillata (en inglés, Woylie)
- Bettongia tropica (Bettong del norte)

Además, se conocen las siguientes extintas:
- Bettongia anhydra[2]
- Bettongia moyesi[3]
- Bettongia pusilla[4]